# Felipe Cunha
Felipe Oliveira Cunha (Araçuaí, 16 de agosto de 1986) é um ator, diretor e produtor brasileiro. Entre 2005 e 2014, seguiu a carreira militar como soldado no Exército Brasileiro.

## Carreira
Em 2005, aos dezoito anos, Felipe ingressou no Exército Brasileiro visando seguir a carreira militar, onde permaneceu até 2014. Em 2012 participou do concurso de beleza Mister Rodeio Brasil, ficando em segundo lugar. No mesmo ano decidiu estudar teatro e começou profissionalmente como ator, estreando na peça Acredite, um Espírito Baixou em Mim. Em 2014 decidiu deixar a carreira militar e mudou-se para o Rio de Janeiro para focar na carreira como ator. Nesse ano, protagonizou o espetáculo Feliz por Nada. Em 2014, estrelou a peça infantil A Bailarina e o Mágico e a remontagem de As Sereias da Zona Sul, de Miguel Falabella. No mesmo ano, durante o curso de teatro na Escola ArtFiore, foi convidado pela produtora de elenco da RecordTV, Mônica Teixeira, para fazer um teste, o qual passou e integrou a telenovela Vitória como o médico Erick, que tratava o Alzheimer da personagem de Lucinha Lins.
Nos dois anos seguintes, continuou com a peça As Sereias da Zona Sul e realizou diversas participações em Milagres de Jesus, Malhação, A Regra do Jogo, Totalmente Demais e Os Dez Mandamentos. Em 2016 interpretou o soldado Tarik em A Terra Prometida e protagonizou a peça Última Vida de um Gato ao lado de Dedé Santana. Em 2018, devido ao destaque no teatro, assinou contrato com a RecordTV e integrou a minissérie Lia como o violento Eliabe, que abusava sexualmente da serva Zilpa. No mesmo ano, interpretou um dos papéis principais na novela Jesus, o jovem Jairo, que mantém um caso extraconjugal com Laila, esposa de seu melhor amigo. Em 2019, foi anunciado como protagonista de Topíssima, interpretando o rústico Antônio, o líder comunitário de uma favela se apaixona por Sofia, uma moça sofisticada, independente e que luta pelo direito das mulheres, completamente seu oposto.

## Filmografia

### Televisão
| Ano     | Título             | Personagem              | Notas                           |
| ------- | ------------------ | ----------------------- | ------------------------------- |
| 2014    | Vitória            | Dr. Erick Teixeira      |                                 |
| 2015    | Milagres de Jesus  | Ismael                  | Episódio: "A Mulher Samaritana" |
| 2015    | Malhação Sonhos    | Andrei                  | Episódio: "13 de junho"         |
| 2015    | A Regra do Jogo    | Estevão                 | Episódio: "31 de agosto"        |
| 2015    | Totalmente Demais  | Cristiano               | Episódio: "9 de novembro"       |
| 2016    | Os Dez Mandamentos | Jonas                   | Episódio: "4 de abril"          |
| 2016    | A Terra Prometida  | Tarik                   | Episódios: "6–7 de julho"       |
| 2017    | Apocalipse         | Adriano Montana (jovem) | Episódios: "21–30 de novembro"  |
| 2018    | Lia                | Eliabe                  |                                 |
| 2018-19 | Jesus              | Jairo                   |                                 |
| 2019    | Topíssima          | Antônio Ramos Gonçalves |                                 |
| 2020    | Amor sem Igual     | Antônio Ramos Gonçalves | Episódio: "20 de fevereiro"     |
| 2021    | Gênesis            | Rúben de Israel         |                                 |
| 2022-23 | Reis               | Profeta Natã            |                                 |

### Cinema
| Ano  | Título                 | Personagem |
| ---- | ---------------------- | ---------- |
| 2013 | 1/4 Eu e Vários Outros | William    |

## Teatro
| Ano     | Título                              | Personagem |
| ------- | ----------------------------------- | ---------- |
| 2012–13 | Acredite, um Espírito Baixou em Mim | Lucas      |
| 2014    | Feliz por Nada                      | Joca       |
| 2014    | A Bailarina e o Mágico              | Mágico     |
| 2014–15 | As Sereias da Zona Sul              | Hildinha   |
| 2016–17 | Última Vida de um Gato              | Santiago   |

## Como diretor

#### Televisão
| Ano  | Título           | Notas              |
| ---- | ---------------- | ------------------ |
| 2023 | Reis             | Diretor Assistente |
| 2024 | Até Onde Ela Vai | Diretor-geral      |
| 2024 | Neemias          | Diretor-geral      |
| 2025 | Até Onde Ele Vai | Diretor-geral      |

#### Cinema
| Ano  | Título    | Notas |
| ---- | --------- | ----- |
| 2025 | Prenúncio |       |

## Prêmios e indicações
| Ano  | Prêmio                | Categoria               | Indicação | Resultado | Ref.   |
| ---- | --------------------- | ----------------------- | --------- | --------- | ------ |
| 2019 | Prêmio Notícias de TV | Melhor Ator             | Topíssima | Indicado  | [ 18 ] |
| 2021 | Prêmio Notícias de TV | Melhor Ator Coadjuvante | Gênesis   | Venceu    | [ 19 ] |